# Santa Lucía (departement)
Santa Lucía is een departement in de Argentijnse provincie San Juan. Het departement (Spaans:  departamento) heeft een oppervlakte van 45 km² en telt 43.565 inwoners.

## Plaatsen in departement Santa Lucía
- Alto de Sierra
- Colonia Gutiérrez
- La Legua
- Santa Lucía